# FC Saint-Louis
Der FC Saint-Louis war ein traditionsreicher französischer Fußballverein aus der Gemeinde Saint-Louis im elsässischen Département Haut-Rhin, der von 1911 bis 1990 bestand.

## Geschichte
Der Verein wurde 1911 in Sankt Ludwig als Fussball-Club Sankt Ludwig gegründet. Die Gemeinde Sankt Ludwig gehörte damals zum Kreis Mülhausen im Reichsland Elsaß-Lothringen. Sie heißt heute Saint-Louis, liegt in der Nähe des deutsch-französisch-schweizerischen Dreiländerecks und grenzt direkt an die Stadt Basel.
Nachdem das Elsass nach dem Ersten Weltkrieg wieder an Frankreich gefallen war, trat der Verein unter seinem französischen Namen FC Saint-Louis an. Der Verein spielte in der Saison 1919/20, von 1923 bis 1927, in der Saison 1929/30 sowie von 1935 bis 1937 in der höchsten französischen Regionalklasse, der elsässischen Ehrendivision (Division d´Honneur Alsace) und wurde dabei 1936 elsässischer Meister.
Während der deutschen Besetzung Frankreichs im Zweiten Weltkrieg von 1940 bis 1944 nahmen die Fußballvereine aus Elsaß-Lothringen am Spielbetrieb des Deutschen Reichs teil. Der FC Saint-Louis trat nun wieder unter seinem deutschen Namen FC Sankt Ludwig an. Er wurde 1940 in die Gauliga Elsaß aufgenommen, stieg aber als Tabellenletzter der Staffel Oberelsaß nach der Spielzeit 1940/41 in die örtliche Bezirksliga ab.
Seit 1945 spielte der Verein wieder als FC Saint-Louis im französischen Ligensystem und war ein regelmäßiger Teilnehmer an der elsässischen Ehrendivision, deren Meisterschaft er 1946, 1949, 1952, 1968 und 1974 gewann. Für mehrere Jahre spielte der FC Saint-Louis aber auch in einer höheren überregionalen Klasse. In den Spielzeiten 1949/50, 1952/53, von 1968/69 bis 1971/72 sowie von 1974/75 bis 1977/78 gehörte der Verein der höchsten französischen Amateurklasse an, die in dieser Zeit die dritte Liga bildete. Von 1978/79 bis 1979/80 folgten noch zwei Spielzeiten in der vierten Liga, der Division 4. Danach spielte der Verein nur noch im elsässischen Bereich.
In den Spielzeiten 1926/27, 1927/28, 1928/29, 1930/31, 1932/33, 1933/34, 1968/69, 1969/70, 1970/71, 1971/72 und 1974/75 erreichte der FC Saint-Louis die landesweite Hauptrunde des Französischen Pokals.
Der FC Saint-Louis fusionierte im Juni 1990 mit dem Nachbarverein FC Neuweg zum FC Saint-Louis Neuweg.

## Persönlichkeiten
- Serge Gaisser, französischer Fußballspieler, ging aus der Jugend des FC Saint-Louis hervor